# Euxoa acornis
Euxoa acornis là một loài bướm đêm trong họ Noctuidae.